# 高沢武司
高沢 武司（高澤 武司、たかさわ たけじ、1934年6月4日 - 2015年5月7日）は、社会福祉学者、日本社会事業大学・岩手県立大学名誉教授。
東京都・田端生まれ。1961年日本社会事業大学卒業、1963年東京都立大学 (1949-2011)大学院社会科学研究科修士課程修了、日本社会事業大学助手、講師、助教授、教授、大学院研究科長、図書館長、常務理事。1998年岩手県立大学社会福祉学部教授、学部長、2002年社会福祉学研究科教授、研究科長。2006年岩手県立大学を病気のため退職、名誉教授。

## 著書
- 『過渡期の社会福祉状況』ミネルヴァ書房 1973
- 『社会福祉の管理構造 <生存と自己実現>を制約する権力と組織の解放のために』ミネルヴァ書房 1976
- 『社会福祉のマクロとミクロの間 福祉サービス供給体制の諸問題』川島書店 1985
- 『現代福祉システム論 最適化の条件を求めて』有斐閣 2000
- 『福祉パラダイムの危機と転換』中央法規出版 2005
- 『孤を超えて 貧と病と学の余録』新宿書房 2007

### 共編著
- 『集団就職 その追跡研究』小川利夫共編著 明治図書出版 1967
- 『社会福祉』小松源助共著 医学書院 系統看護学講座 1968
- 『児童福祉法50講』佐藤進共編 有斐閣双書 1976
- 『社会福祉の歴史 政策と運動の展開』右田紀久恵,古川孝順共編 有斐閣選書 1977
- 『社会福祉施設実践講座 1 実践的施設運営論 社会福祉施設革新の道標』板山賢治共編 東京書籍 1986
- 『福祉における危機管理 阪神・淡路大震災に学ぶ』加藤彰彦共編 有斐閣 1998

### 翻訳
- K.ジャッジ『福祉サービスと財政 政策決定過程と費用徴収』共訳 川島書店 1984

## 参考
- 『孤を超えて 貧と病と学の余録』
- 『現代日本人名録』2002年